# Ентон (Айова)
Ентон (англ. Anthon) — місто (англ. city) в США, в окрузі Вудбері штату Айова. Населення — 545 осіб (2020).

## Географія
Ентон розташований за координатами 42°23′17″ пн. ш. 95°51′56″ зх. д. / 42.38806° пн. ш. 95.86556° зх. д. (42.388134, -95.865633).  За даними Бюро перепису населення США в 2010 році місто мало площу 1,83 км², уся площа — суходіл.

## Демографія
Згідно з переписом 2010 року, у місті мешкало 565 осіб у 263 домогосподарствах у складі 152 родин. Густота населення становила 309 осіб/км².  Було 295 помешкань (161/км²).
Расовий склад населення:
| - 97,2 % — білих - 0,2 % — корінних американців - 1,4 % — осіб інших рас |

До двох чи більше рас належало 1,2 %. Частка іспаномовних становила 2,5 % від усіх жителів.
За віковим діапазоном населення розподілялося таким чином: 22,3 % — особи молодші 18 років, 50,6 % — особи у віці 18—64 років, 27,1 % — особи у віці 65 років та старші. Медіана віку мешканця становила 46,8 року. На 100 осіб жіночої статі у місті припадало 81,1 чоловіків;  на 100 жінок у віці від 18 років та старших — 82,2 чоловіків також старших 18 років.
Середній дохід на одне домашнє господарство  становив 58 028 доларів США (медіана — 37 159), а середній дохід на одну сім'ю — 68 436 доларів (медіана — 51 250). Медіана доходів становила 35 750 доларів для чоловіків та 29 531 долар для жінок. За межею бідності перебувало 17,4 % осіб, у тому числі 28,9 % дітей у віці до 18 років та 11,1 % осіб у віці 65 років та старших.
Цивільне працевлаштоване населення становило 367 осіб. Основні галузі зайнятості: освіта, охорона здоров'я та соціальна допомога — 29,4 %, сільське господарство, лісництво, риболовля — 13,6 %, виробництво — 12,8 %.